# Orthotrichum mollissimum
Orthotrichum mollissimum är en bladmossart som beskrevs av C. Müller 1875. Orthotrichum mollissimum ingår i släktet hättemossor, och familjen Orthotrichaceae. Inga underarter finns listade i Catalogue of Life.